# Radiofreccia (colonna sonora)
Radiofreccia è la colonna sonora dell'omonimo film diretto dal rocker italiano Luciano Ligabue, pubblicata nel 1998 appena prima dell'uscita cinematografica della pellicola (16 ottobre), primo lavoro come regista dell'artista.

## Descrizione
È stato pubblicato in diverse versioni. In quella integrale su due CD, intitolata Radiofreccia – Colonna sonora originale, il primo cd contiene le canzoni scritte dallo stesso Ligabue per il film (settimo album della discografia del cantante), mentre il secondo raccoglie le canzoni di altri artisti, dalle sonorità spiccatamente anni '70, utilizzate nel film.
L'edizione in un solo CD, intitolata Radiofreccia – Le canzoni, contiene quasi tutte le canzoni di altri artisti presenti nel secondo CD della versione integrale, con l'esclusione di Lord of the Starfields, Jessica e Black Market, e soltanto i due singoli inediti di Ligabue.
I brani "parlati" (senza musica né canto): Boris, Freccia, Bruno e Bonanza sono pezzi tratti direttamente dal film.
Il 14 ottobre 2008, con il titolo Radiofreccia – Colonna sonora è stato ristampato (Wea Italiana 518 6 51400 2) rimasterizzato il primo dei due CD dell'edizione integrale, senza le ultime due tracce (Bonanza e Can't Help Falling in Love).
L'edizione disponibile per il download digitale ha titolo Radiofreccia – Musiche e canzoni di Luciano Ligabue ed è priva di tutti i brani "parlati" e della traccia Can't Help Falling in Love, sostituiti dai video musicali dei singoli inediti Ho perso le parole e Metti in circolo il tuo amore.

## I video musicali
I videoclip di entrambi i due singoli estratti dall'album sono disponibili nella versione in commercio del DVD del film Radiofreccia (Medusa, e nelle raccolte, sempre in DVD, Secondo tempo del 2008 e Videoclip Collection del 2012, quest'ultima distribuita solo in edicola).

## Tracce

### Radiofreccia – Colonna sonora originale
(WEA Italiana CD 954 8 36858 2, MC 954 8 36858 4)

#### CD 1 (Ligabue)
Testi e musiche di Luciano Ligabue (eccetto 16).
1. Radiofreccia (strumentale) – 3:30
2. Ho perso le parole – 4:28
3. Boris (parlato) – 1:13
4. Welcome Home, Freccia (strumentale) – 1:36
5. Bordocampo (strumentale) – 1:09
6. Freccia (parlato) – 1:07
7. Metti in circolo il tuo amore – 3:43
8. Da Marzia (strumentale) – 1:55
9. Bruno (parlato) – 0:20
10. Prima pagina del libro d'oro – 3:38
11. Mezzanotte di fuoco (strumentale) – 0:50
12. Boris segna il territorio (strumentale) – 0:52
13. Pesce-siluro (strumentale) – 1:02
14. Siamo in onda – 3:19
15. Bonanza (parlato) – 0:32
16. Can't Help Falling in Love (strumentale) – 3:06 (musica: George David Weiss, Hugo Peretti, Luigi Creatore)

#### CD 2 (altri artisti)
1. David Bowie – Rebel Rebel – 4:28 (David Bowie) – 1974
2. Warren Zevon – Werewolves of London – 3:23 (Leroy Marinell, Waddy Wachtel, Warren Zevon) – 1978
3. Iggy Pop – The Passenger (single version) – 4:40 (testo: Iggy Pop – musica: Ricky Gardiner) – 1977
4. Bruce Cockburn – Lord of the Starfields – 3:24 (Bruce Cockburn) – 1976
5. Bachman-Turner Overdrive – You Ain't Seen Nothing Yet (single version) – 3:30 (Randy Bachman) – 1974
6. Roxy Music – Love Is the Drug – 3:58 (Bryan Ferry, Andy Mackay) – 1975
7. The Doobie Brothers – Long Train Running – 3:24 (Tom Johnston) – 1973
8. The Allman Brothers Band – Jessica (instrumental) – 7:06 (musica: Richard Betts) – 1973
9. Lou Reed – Vicious – 2:54 (Lou Reed) – 1972
10. Lynyrd Skynyrd – Sweet Home Alabama – 4:42 (Ed King, Gary Rossington, Ronnie Van Zant) – 1974
11. Little Feat – Willin' – 2:54 (Lowell George) – 1972
12. Creedence Clearwater Revival – Run Through the Jungle – 3:05 (John Fogerty) – 1970
13. Al Stewart – Year of the Cat (album version) – 6:32 (Al Stewart, Peter Wood) – 1976
14. Earth, Wind & Fire – Sing a Song – 3:22 (Maurice White, Al McKay) – 1975
15. Francesco Guccini – Incontro – 3:35 (Francesco Guccini) – 1972
16. Weather Report – Black Market (instrumental) – 6:24 (musica: Josef Zawinul) – 1979

### Radiofreccia – Le canzoni
(WEA Italiana CD 954 8 36859 2, MC 954 8 36859 4)
1. Luciano Ligabue – Ho perso le parole (Inedito) – 4:28 (Luciano Ligabue)
2. Luciano Ligabue – Metti in circolo il tuo amore (Inedito) – 3:43 (Luciano Ligabue)
3. David Bowie – Rebel Rebel – 4:28 (David Bowie)
4. Warren Zevon – Werewolves of London – 3:23 (Leroy Marinell, Waddy Wachtel, Warren Zevon)
5. Little Feat – Willin' – 2:54 (Lowell George)
6. Bachman-Turner Overdrive – You Ain't Seen Nothing Yet – 3:30 (Randy Bachman)
7. Iggy Pop – The Passenger (single version) – 4:40 (testo: Iggy Pop – musica: Ricky Gardiner)
8. Creedence Clearwater Revival – Run Through the Jungle – 3:05 (John Fogerty)
9. Lou Reed – Vicious – 2:54 (Lou Reed)
10. Lynyrd Skynyrd – Sweet Home Alabama – 4:42 (Ed King, Gary Rossington, Ronnie Van Zant)
11. Roxy Music – Love Is the Drug – 3:58 (Bryan Ferry, Andy Mackay)
12. The Doobie Brothers – Long Train Running – 3:24 (Tom Johnston)
13. Al Stewart – Year of the Cat (album version) – 6:32 (Al Stewart, Peter Wood)
14. Francesco Guccini – Incontro – 3:35 (Francesco Guccini)
15. Earth, Wind & Fire – Sing a Song – 3:22 (Maurice White, Al McKay)

## Formazione
- Luciano Ligabue - voce e parlato, chitarra resofonica National in 1,5,7,12,13; chitarra acustica in 11, chitarra in 4,8; chitarre in 14

### La Banda
- Federico Poggipollini - chitarra in 1,2,7,10
- Mel Previte - chitarra in 1,7,10; chitarra elettrica e acustica in 2
- Antonio Righetti - basso in 1,2,7,10,13,14
- Roberto Pellati - batteria in 1,2,10; congas in 5,13

### Altri musicisti
- Walter Rizzo - ghironda in 1,4,5
- Marco Remondini - violoncello in 4,8,12
- Banda "Bonifazio Asioli" di Correggio (RE) arrangiata da Angelo Andreoli in 16

## Classifiche
| Classifica (1998)    | Posizione massima |
| -------------------- | ----------------- |
| Italia (compilation) | 1                 |